# C'est dur d'être un homme : Pur est le cœur du poète
Série C'est dur d'être un homme
C'est dur d'être un homme : La Libellule rouge
(1976) C'est dur d'être un homme : Mon Seigneur !
(1977)
Pour plus de détails, voir Fiche technique et Distribution.
C'est dur d'être un homme : Pur est le cœur du poète (男はつらいよ 寅次郎純情詩集, Otoko wa tsurai yo: Torajirō junjō shishū) est un film japonais réalisé par Yōji Yamada et sorti en 1976. C'est le 18e film de la série C'est dur d'être un homme.

## Synopsis
Lorsque l'engouement de Tora-san pour Masako Yagyū, la nouvelle institutrice de son neveu, provoque des troubles familiaux, il repart en voyage. À son retour, il tombe amoureux de la mère de l'enseignante, ignorant que celle-ci est atteinte d'une maladie en phase terminale.

## Fiche technique
- Titre : C'est dur d'être un homme : Pur est le cœur du poète[1]
- Titre original : 男はつらいよ 寅次郎純情詩集 (Otoko wa tsurai yo: Torajirō junjō shishū?)
- Réalisation : Yōji Yamada
- Scénario : Yōji Yamada et Yoshitaka Asama
- Photographie : Tetsuo Takaha (ja)
- Montage : Iwao Ishii (ja)
- Musique : Naozumi Yamamoto
- Décors : Mitsuo Degawa
- Producteur : Tōru Najima
- Société de production : Shōchiku
- Pays de production :  Japon
- Langue originale : japonais, français
- Format : couleur — 2,35:1 — 35 mm — son mono
- Genres : comédie dramatique ; romance
- Durée : 103 minutes[2] (métrage : huit bobines - 2 829 m[2])
- Dates de sortie :
  - Japon : 25 décembre 1976[2]

## Distribution
- Kiyoshi Atsumi : Torajirō Kuruma / Tora-san / Torance d'Arabie (rêve de Tora-san)
- Chieko Baishō : Sakura Suwa, sa demi-sœur
- Masami Shimojō (ja) : Ryūzō Kuruma, son oncle
- Chieko Misaki (ja) : Tsune Kuruma, sa tante
- Gin Maeda (en) : Hiroshi Suwa, le mari de Sakura
- Hayato Nakamura : Mitsuo Suwa, le fils de Sakura et de Hiroshi
- Machiko Kyō : Aya Yagyū
- Fumi Dan : Masako Yagyū, la fille d'Aya
- Kumeko Urabe : la servante de la famille Yagyū
- Makoto Akatsuka (ja) : son petit-fils
- Yoshio Yoshida (ja) : le directeur de la troupe de théâtre
- Mari Okamoto (ja) : Sayuri Ōzora, sa fille
- Masahiko Tanimura (ja) : membre de la troupe de théâtre
- Sakae Umezu (ja) : Watanabe, le policier à Bessho
- Rokusuke Ei : le policier au sanctuaire Nezu-jinja
- Hisao Dazai (ja) : Umetarō Katsura, le voisin imprimeur
- Gajirō Satō (ja) : Genko
- Chishū Ryū : Gozen-sama, le grand prêtre